# Кроненталер

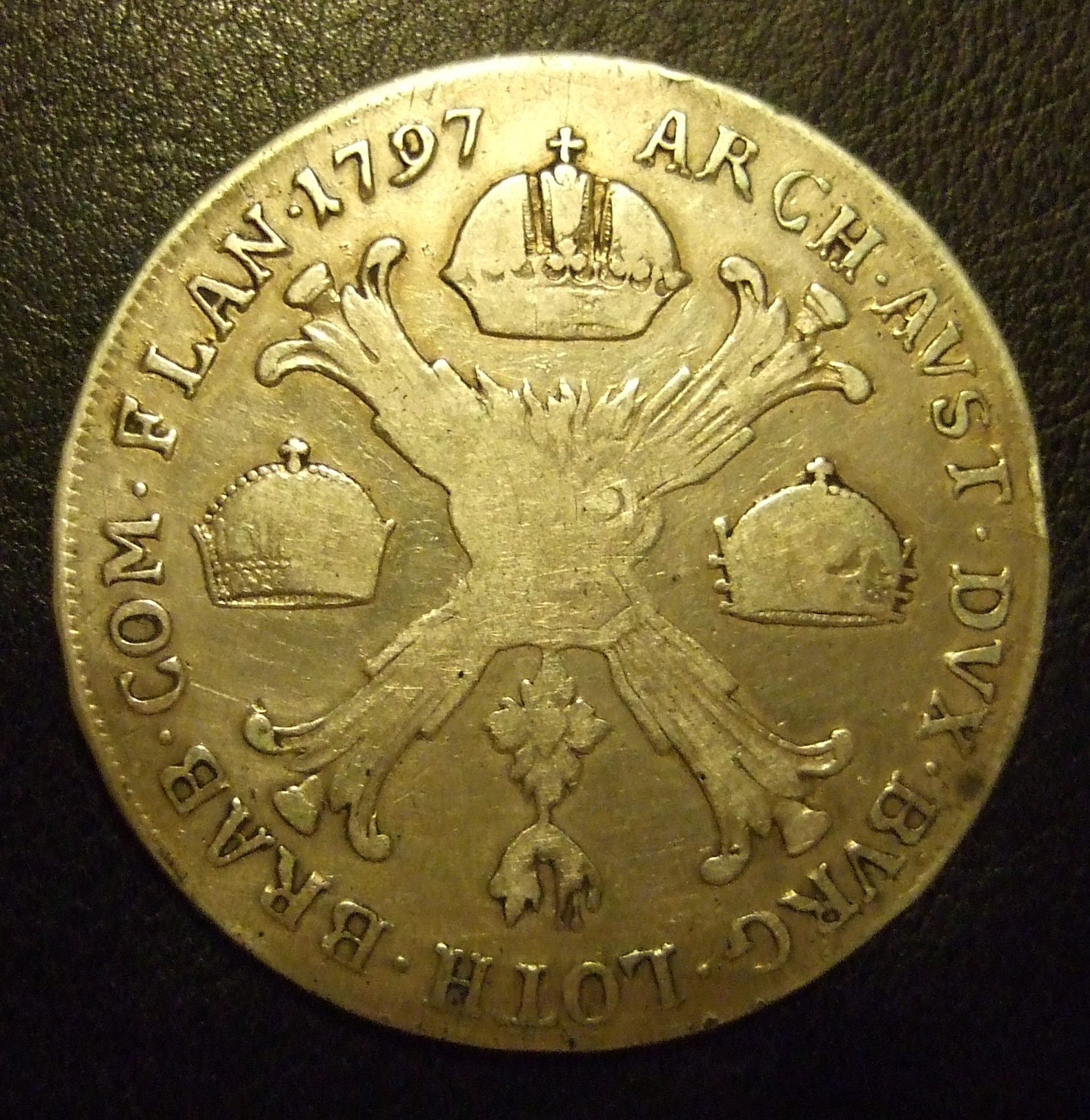
Кроненталер Франца II для Южных Нидерландов

Кроненталер, кронталер, коронный талер (нем. Kronentaler) — разновидность талера, крупная серебряная монета Южных Нидерландов и ряда немецких государств, выпускавшаяся с 1755 по 1837 год.

## Кроненталер Южных Нидерландов
В 1713 году Южные Нидерланды, которые включают в себя сегодняшние Бельгию и Люксембург, после войны за испанское наследство перешли под контроль Австрии. Циркулировавшие на территории новоприобретённой провинции брабантские дукатоны были заменены в 1755 году новой монетой, которая содержала 25,7 г чистого серебра. Вес монеты составлял 29,44 г при наличии в ней 873 частей благородного металла и соответственно 127 лигатуры.
Кроненталер делился на 124 лиарда. Выпускали также дробные номиналы — 1⁄2 и 1⁄4 кроненталера.
Дизайн монеты обусловил её название. На реверсе изображался бургундский андреевский крест с 4 или 3 коронами и орденом золотого руна по бокам. До 1779 года на аверсе монеты изображался имперский орёл с гербовым щитом, после 1781 — портрет императора. В 1780 году кроненталеры для северо-западной австрийской провинции не выпускались. Данные монеты чеканили большими тиражами на монетных дворах Австрии, Венгрии, Ломбардии и непосредственно в самих Южных Нидерландах.
Во время войны первой антифранцузской коалиции кроненталеры вытеснили из оборота конвенционный и лаубталеры. Хоть в 1794 году французы и захватили Южные Нидерланды, для которых первоначально и предназначались кроненталеры, Австрия продолжала их чеканить вплоть до 1800 года.

## Кроненталер в государствах Южной Германии
После освобождения от французского влияния ряд южнонемецких государств стали чеканить свои кроненталеры. Однако их вес и содержание серебра значительно отличалось от аналогов в Австрийских Нидерландах.
Кроненталеры выпускали в Бадене, Нассау, Вюртемберге, Саксен-Мейнингене и Гессен-Дармштадте. Южно-немецкие кроненталеры имели различные пробу и вес. Изображение на них варьировалось в зависимости от выпускавшего государства. Так, одна из разновидностей кроненталера, выпускавшаяся в Баварии с 1809 года Максимилианом I Иосифом, носила изображение меча, поэтому называлась талер с мечом, швертталером (нем. Schwerttaler).